# Europawahl in Österreich 1996
- SPÖ: 6
- GRÜNE: 1
- LIF: 1
- ÖVP: 7
- FPÖ: 6

Die Europawahl in Österreich 1996 war die erste Wahl von österreichischen Abgeordneten zum Europäischen Parlament. Sie fand am 13. Oktober 1996 während der laufenden Legislaturperiode 1994–1999 statt, nachdem Österreich am 1. Jänner 1995 der Europäischen Union beigetreten war. Für die 21 Mandate bewarben sich acht Parteien.

## Ergebnis
| Listen                                | Listen                                       | Stimmen   | %    | Mandate |
| ------------------------------------- | -------------------------------------------- | --------- | ---- | ------- |
|                                       | Österreichische Volkspartei (ÖVP)            | 1.124.921 | 29,6 | 7       |
|                                       | Sozialdemokratische Partei Österreichs (SPÖ) | 1.105.910 | 29,1 | 6       |
|                                       | Freiheitliche Partei Österreichs (FPÖ)       | 1.044.604 | 27,5 | 6       |
|                                       | Die Grünen – Die Grüne Alternative (GRÜNE)   | 258.250   | 6,8  | 1       |
|                                       | Liberales Forum (LIF)                        | 161.583   | 4,3  | 1       |
|                                       | Die Neutralen - Bürgerinitiative (NBI)       | 48.600    | 1,3  | –       |
|                                       | Forum Handicap (FH)                          | 32.621    | 0,9  | –       |
|                                       | Kommunistische Partei Österreichs (KPÖ)      | 17.656    | 0,5  | –       |
| Gesamt                                | Gesamt                                       | 3.794.145 | 100  | 21      |
|                                       |                                              |           |      |         |
| Ungültige Stimmen                     | Ungültige Stimmen                            | 134.393   | 3,4  |         |
| Wähler                                | Wähler                                       | 3.928.538 | 67,7 |         |
| Wahlberechtigte                       | Wahlberechtigte                              | 5.800.377 |      |         |
|                                       |                                              |           |      |         |
| Quelle: Bundesministerium für Inneres |                                              |           |      |         |

## Fraktionen im Europäischen Parlament
| Listen/Parteien                | Listen/Parteien                        | Mandate | Fraktion   |
| ------------------------------ | -------------------------------------- | ------- | ---------- |
|                                | Österreichische Volkspartei            | 7 / 25  | EVP        |
|                                | Sozialdemokratische Partei Österreichs | 6 / 25  | SPE        |
|                                | Freiheitliche Partei Österreichs       | 6 / 25  | NI         |
|                                | Die Grünen – Die Grüne Alternative     | 1 / 25  | Die Grünen |
|                                | Liberales Forum                        | 1 / 25  | ELDR       |
|                                |                                        |         |            |
| Quelle: Europäisches Parlament |                                        |         |            |

## Ergebnis nach Ländern
| Land             | Listen (%) | Listen (%) | Listen (%) | Listen (%) | Listen (%) | Listen (%) | Listen (%) | Listen (%) | Gültige Stimmen |
| Land             | ÖVP        | SPÖ        | FPÖ        | GRÜNE      | LIF        | NBI        | FH         | KPÖ        | Gültige Stimmen |
| ---------------- | ---------- | ---------- | ---------- | ---------- | ---------- | ---------- | ---------- | ---------- | --------------- |
| Burgenland       | 33,1       | 38,1       | 21,8       | 3,0        | 2,5        | 0,6        | 0,6        | 0,2        | 158.010         |
| Kärnten          | 19,6       | 34,4       | 37,2       | 3,9        | 2,5        | 0,8        | 1,3        | 0,3        | 272.104         |
| Niederösterreich | 35,7       | 29,3       | 23,1       | 5,3        | 4,2        | 1,3        | 0,7        | 0,5        | 796.544         |
| Oberösterreich   | 30,9       | 28,5       | 28,1       | 6,5        | 3,4        | 1,5        | 0,7        | 0,4        | 655.531         |
| Salzburg         | 29,7       | 24,8       | 31,3       | 7,6        | 4,4        | 1,1        | 0,8        | 0,3        | 220.881         |
| Steiermark       | 30,4       | 29,2       | 28,8       | 5,8        | 3,2        | 1,1        | 1,0        | 0,6        | 557.177         |
| Tirol            | 33,7       | 17,0       | 33,7       | 8,6        | 4,6        | 1,2        | 0,9        | 0,4        | 259.616         |
| Vorarlberg       | 36,2       | 13,9       | 33,1       | 8,9        | 4,9        | 2,1        | 0,6        | 0,2        | 130.727         |
| Wien             | 21,9       | 34,0       | 24,2       | 10,1       | 6,6        | 1,5        | 1,0        | 0,7        | 743.555         |

## Abgeordnete
- Liste der österreichischen Abgeordneten zum EU-Parlament (1996–1999)
- Liste der österreichischen Abgeordneten zum EU-Parlament (1995–1996)